# Ebro
Ebro là con sông lớn nhất của Tây Ban Nha. Bắt nguồn từ Fontibre (Cantabria), con sông chảy qua các thành phố Miranda de Ebro (Castile và Leon), Logroño (La Rioja), Zaragoza (Aragon), và các thành phố Catalan gồm Flix, Tortosa, và Amposta trước khi đổ ra một khu vực đồng bằng trên Địa Trung Hải thuộc tỉnh Tarragona.

## Liên kết
- The River Ebro and Delta
- The Ebro Delta from Space
- The Ebro Delta at Google Maps
- Photo gallery of the Ebro Delta and surrounding area: birds, landscapes and people
- Controverises and conflicts in the Delta del Ebro Lưu trữ ngày 23 tháng 7 năm 2011 tại Wayback Machine
- The Trinidad Salt Pans within the Ebro River Delta Nature Reserve Lưu trữ ngày 2 tháng 2 năm 2015 tại Wayback Machine